# Friday on Elm Street
Albums par Fabolous
Summertime Shootout 2: The Level Up
(2016)
Albums par Jadakiss
Top 5 Dead or Alive
(2015)
Singles
1. Stand Up
Sortie : 31 octobre 2017

Friday on Elm Street est un album studio en commun des rappeurs américains Fabolous et Jadakiss, sorti en 2017.

## Historique
Fabolous et Jadakiss avaient auparavant déjà collaboré sur plusieurs titres (Respect It, The Hope, B.E.T., OJ ou encore Do Me No Favors). Le projet est initialement annoncé sous le titre Freddy vs. Jason, en référence au deux célèbres icônes de films d'horreur, Freddy Krueger et Jason Voorhees.
Fin février 2016, Fabolous publie sur Instagram une photo avec Jadakiss avec la phrase « Freddy vs. Jason coming soon ». En mars 2016, Fabolous présente, toujours sur Instagram, l'extrait d'une chanson produite par Metro Boomin, qui doit figurer sur l'album. En avril 2016, Fabolous et Jadakiss sortent un freestyle reprenant Wicked de Future. Jadakiss ajoute ensuite sur Twitter « #FreddyVsJason ».
En janvier 2017, une vidéo trailer est publiée. Elle contient des clins d’œil à des films d'horreur comme Le Projet Blair Witch ou encore les sagas Vendredi 13 et Freddy. En novembre 2017, alors que la liste des titres est révélée, l'album est finalement rebaptisé Friday on Elm Street, en référence aux titres originaux des sagas précitées, Friday the 13th et A Nightmare on Elm Street.

## Singles
Le 13 janvier 2017, Jadakiss et Fabolous publient le single promotionnel Rapture avec Tory Lanez et utilisant un sample de Caught Up in the Rapture d'Anita Baker. Le premier single officiel est cependant Stand Up, avec la participation de Future. Il est publié le 31 octobre 2017, jour de Halloween.

## Liste des titres
Crédits adaptés d'iTunes et Tidal,
| 1.    | F vs. J Intro                                          | - John Jackson - Jason Phillips - Teddy Mendez - Dwight Brandon - Al Green - Erick Sermon - Parrish Smith                  | - Ted Smooth - Mally the Martian (add.)                            | 4:04 |
| 2.    | Stand Up (featuring Future)                            | - Jackson - Phillips - Nayvadius Wilburn - Bryan Johnson                                                                   | Reazy Renegade                                                     | 3:21 |
| 3.    | Theme Music (featuring Swizz Beatz)                    | - Jackson - Phillips - Kasseem Dean - Marvin Gaye                                                                          | Swizz Beatz                                                        | 3:13 |
| 4.    | Ground Up                                              | - Jackson - Phillips - Luis Santiago - Isaac Hayes                                                                         | Grade A                                                            | 3:12 |
| 5.    | Soul Food                                              | - Jackson - Phillips - Charles Dumazer - Glen Jones                                                                        | C-Sick                                                             | 4:32 |
| 6.    | Principles                                             | - Jackson - Phillips - Quaadir Atkinson - Theodore Bowen                                                                   | Neo da Matrix                                                      | 3:06 |
| 7.    | Talk About It (featuring Teyana Taylor)                | - Jackson - Phillips - Liana Banks - Mark Henry - Tyrell McRae - Brandon - Teyana Taylor - Kenneth Edmonds - Daryl Simmons | - Mark Henry - KidExcluzive (co.) - Mally the Martian (co.)        | 4:36 |
| 8.    | All About It (featuring French Montana)                | - Jackson - Phillips - Benjamin Diehl - Ian Lewis - Karim Kharbouch                                                        | - Ben Billions - Schife Karbeen                                    | 3:21 |
| 9.    | I Pray (featuring Swizz Beatz)                         | - Jackson - Phillips - Dean - LeVar Coppin - Deleno Matthews - Adrian Younge                                               | - Sean C & LV - Adrian Younge (add.) - Marvino Beats (non crédité) | 3:36 |
| 10.   | Ice Pick (interprété par Jadakiss featuring Styles P.) | - Phillips - Paris Wells - David Styles                                                                                    | Pav Bundy                                                          | 2:52 |
| 11.   | Nightmares Ain't As Bad (interprété par Fabolous)      | - Jackson - Bryan Antoine - Ibukunoluwatoni Jaiyesimi - Raymond DiFlorio - Brandon                                         | - Doe Pesci - Buku - R8 - Mally the Martian (add.)                 | 3:12 |
| 12.   | Stand Up (remix) (featuring Future, Yo Gotti & Jeezy)  | - Jackson - Phillips - Johnson - Wilburn - Mario Mims - Jay Jenkins                                                        | Reazy Renegade                                                     | 5:33 |
| 44:38 |                                                        | |                                                                    |      |

Notes
- Ground Up contient des chœurs de Luis Santiago
- Soul Food contient des chœurs de Daphne Larue
- Principles contient des chœurs de Range
- Nightmares Ain't As Bad contient des chœurs de Kissie Lee

## Samples
- F vs J Intro contient des samples de I’m Glad You’re Mine interprété par Al Green, de You’re a Customer de EPMD et A Nightmare On Elm Street (Main Title) de Charles Bernstein.
- Theme Music contient un sample de Far Cry de Marvin Gaye.
- Ground Up contient un sample de Breakthrough d'Isaac Hayes.
- Soul Food contient un sample de I'm Willing To Run All The Way de Glenn Jones & The Modulations.
- Talk About It contient un sample de Can We Talk de Tevin Campbell.
- I Pray contient un sample de Hands of God d'Adrian Younge.